# Chiesa dei Santi Carpoforo e Maurizio
La chiesa dei Santi Carpoforo e Maurizio era l'antica chiesa parrocchiale di Gorduno. Si trova su una collinetta a nord del villaggio presso il fiume Ticino.

## Storia
Indagini archeologiche condotte nel biennio 1994-1995 hanno portato alla luce le fondamenta del primo edificio di culto, con navata rettangolare e abside semicircolare. Questo faceva parte di un piccolo complesso fortificato, della fine del VII-inizio del secolo VIII, in cui era compreso anche un torrione quadrangolare del secolo IX, nonché la tomba di un soldato longobardo, sepolto con le sue armi e le guarnizioni della cintura.

## Descrizione

### Esterno
La chiesa fu ampliata molte volte. Nel XII secolo fu aggiunto un nuovo coro semicircolare e, a sud, una cappella cimiteriale, aperta il secolo successivo. Nel secolo XV fu allungata verso ovest fino a raggiungere il filo dell'attuale facciata. Nel secolo XVI furono costruiti la nuova cappella cimiteriale e il campanile, mentre il coro fu modificato nella prima metà del secolo XVII e l'interno nel 1888. Dopo tutto questo iter oggi si configura come un edificio a navata unica coperta da volta a botte ribassata termina con un coro rettangolare.
L'intero complesso è stato restaurato e ristrutturato nel 1941 e dal 1995 al 2001, sotto la direzione di Gianfranco Rossi.

### Interno
Sulle pareti del coro, coperto con volta a crociera, sono presenti affreschi con la Salita al Calvario e "Scene della vita dei due santi titolari" del secolo XVII. Sulla parete nord invece c'è un affresco tardogotico della "Madonna".